# Borodinoer Brot

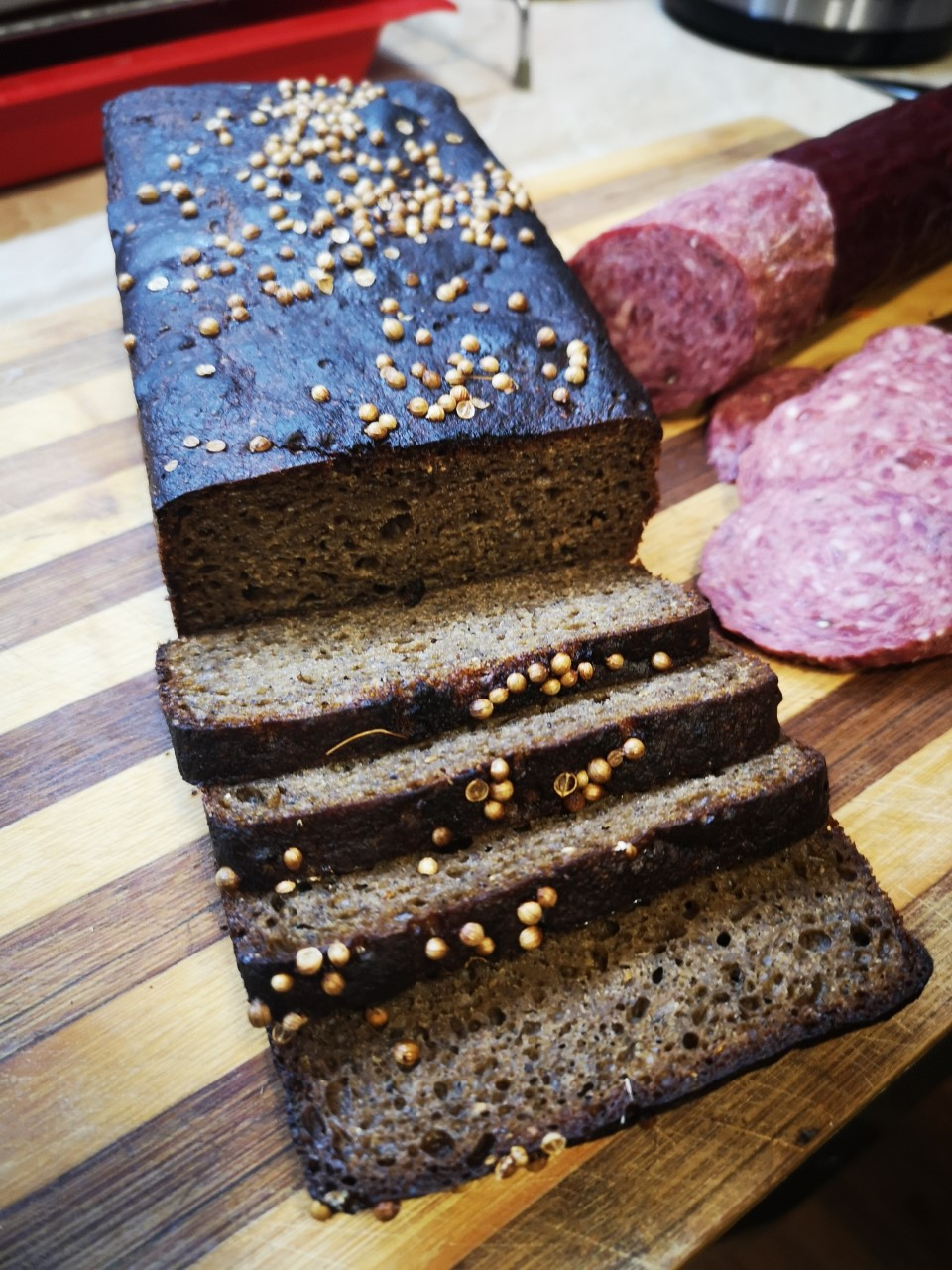
Borodinoer Brot mit Koriander

Borodinoer Brot (russisch бородинский хлеб borodinski chleb) ist ein russisches Mischbrot mit einem überwiegenden Roggenanteil.

## Herstellung
Das Brot enthält 80 % Roggenmehl, 15 % Weizenmehl, 5 % rotes Roggenmalz und je nach Rezept Salz, Zucker, Sirup, Kümmel, Anis oder Hefe. Es wird häufig mit Koriandersamen bestreut. Das Brot wird mit einem Brühstück aus Mehl, Malz, Koriander und Wasser hergestellt, das auf 96 bis 98 °C erhitzt und so abgebrannt wird. Der Teig wird im Verlauf von mehreren Stunden auf etwa 63 bis 64 °C abgekühlt. Nach dem Abkühlen des Brühstücks erfolgt die Zugabe der restlichen Zutaten und die Versäuerung des Brotes.

## Form, Farbe und Geschmack

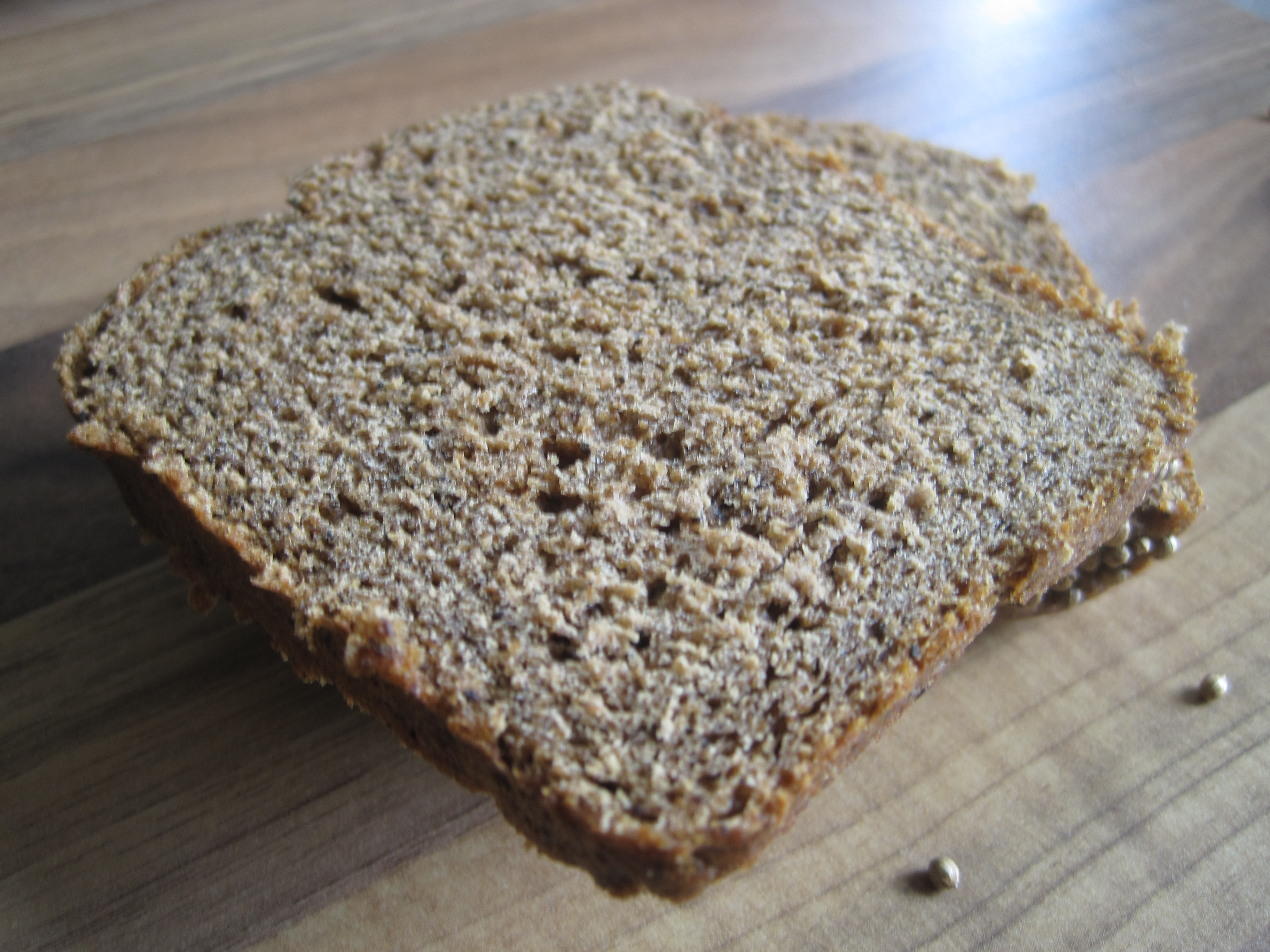
Geschnittenes Borodinoer Brot

Die Oberfläche ist glatt und ohne große Risse und Löcher. Es ist mit Koriander, Kümmel oder Anis bestreut. Die Farbe ist gleichmäßig dunkelbraun und glänzend. Die Rinde ist maximal 4 mm dick.

## Geschichte
Der Name erinnert an die Schlacht von Borodino. Es ist bekannt, dass die Rezeptur des Brotes 1933 vom Moskauer Brottrust entwickelt wurde. In der Literatur gibt es bis 1920 keine Erwähnung der Brotsorte. Daher ist es möglich, dass der Name gemeinsam mit der Rezeptur des Brotes entstanden ist. Allerdings gab es ähnliche Rezepte, die bereits Ende des 19. Jahrhunderts erwähnt wurden – mit dem Unterschied, dass anstatt des Korianders Kümmel verwendet wurde.